# New London (Wisconsin)
New London é uma cidade localizada no estado norte-americano de Wisconsin, no Condado de Outagamie e Condado de Waupaca.

## Demografia
Segundo o censo norte-americano de 2000, a sua população era de 7085 habitantes.
Em 2006, foi estimada uma população de 7019, um decréscimo de 66 (-0.9%).

## Geografia
De acordo com o United States Census Bureau tem uma área de
14,7 km², dos quais 14,5 km² cobertos por terra e 0,2 km² cobertos por água. New London localiza-se a aproximadamente 253 m acima do nível do mar.

## Localidades na vizinhança
O diagrama seguinte representa as localidades num raio de 20 km ao redor de New London.